# Korzeńsko
Korzeńsko – wieś w Polsce położona w województwie dolnośląskim, w powiecie trzebnickim, w gminie Żmigród.

## Podział administracyjny

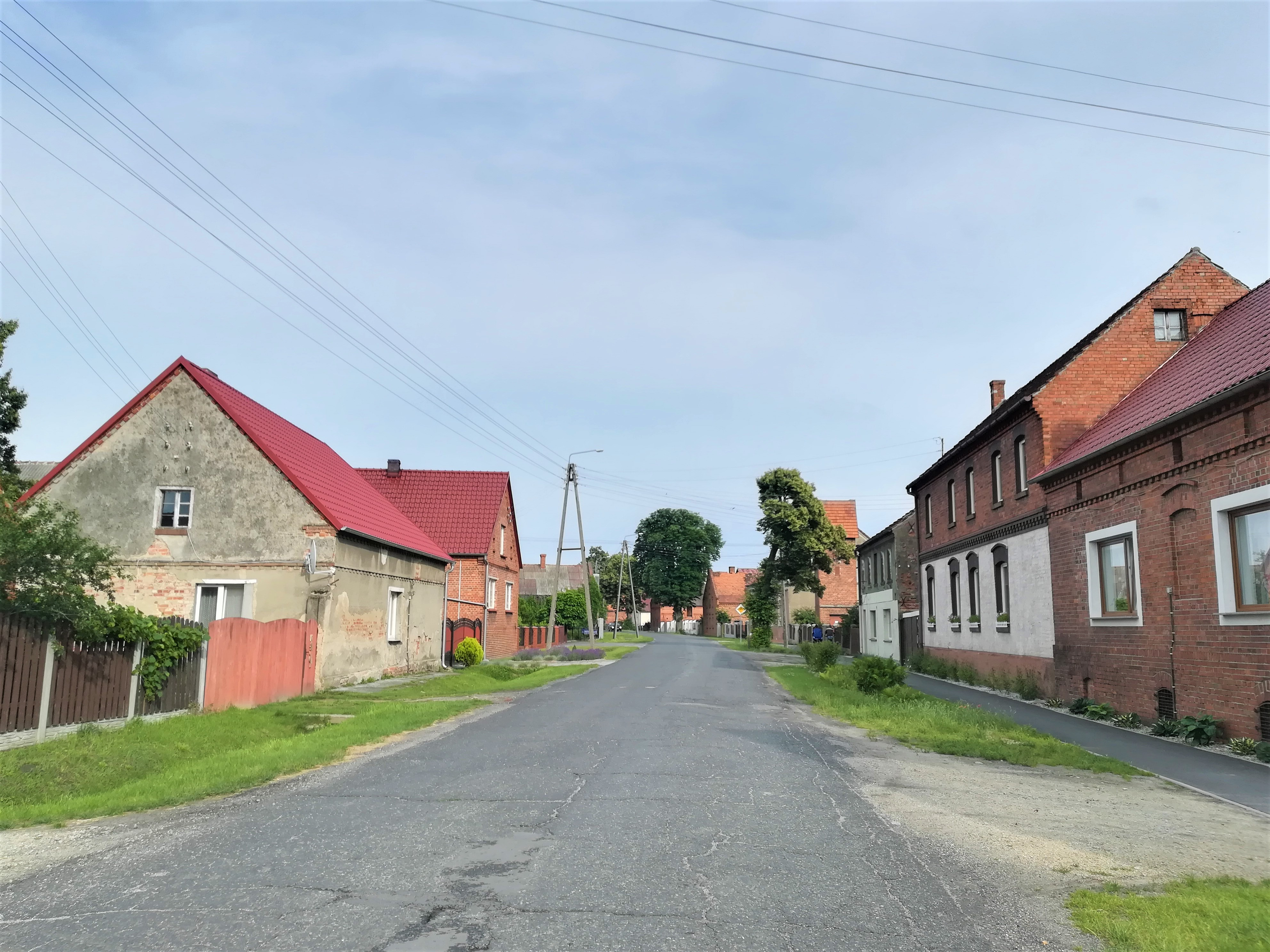
Fragment zabudowy wsi

W latach 1954–1972 wieś należała i była siedzibą władz gromady Korzeńsko. W latach 1975–1998 miejscowość administracyjnie należała do województwa wrocławskiego.

## Opis
Wieś wzmiankowana pierwszy raz w roku 1315. Położona nad rzeką Orlą. W roku 2011 zamieszkało tu 916 osób. Jest największą miejscowością gminy Żmigród. Jest siedzibą parafii pw. Podwyższenia Krzyża Pańskiego.

## Nazwa
Według Heinricha Adamy'ego nazwa miejscowości pochodzi od polskiej nazwy korzenia. W swoim dziele o nazwach miejscowych na Śląsku wydanym w 1888 roku we Wrocławiu wymienia on jako najstarszą zanotowaną nazwę miejscowości Korszensko podając jej znaczenie Wurzeldorf czyli po polsku wieś wśród korzeni.
W kronice łacińskiej Liber fundationis episcopatus Vratislaviensis (pol. Księga uposażeń biskupstwa wrocławskiego) spisanej za czasów biskupa Henryka z Wierzbna w latach 1295–1305 miejscowość wymieniona jest w zlatynizowanej formie Korensko.

## Zabytki
Do wojewódzkiego rejestru zabytków wpisane są:
- kościół parafialny pw. Podwyższenia Krzyża Pańskiego

Z roku 1725, barokowy. Wewnątrz na północnej ścianie nawy gotycki tryptyk z ok. 1500 z Pokłonem Trzech Króli. Ołtarz główny, ołtarze boczne, ambona i chrzcielnica z ok. 1720. Cenne rzeźby św. Stefana, św. Jadwigi, św. Karola Boromeusza.
- cmentarz ewangelicki z połowy XIX w.